# Detlef Thorith
Detlef Thorith (* 27. September 1942 in Berlin; † 17. Juli 2019) war ein deutscher Leichtathlet und Olympiateilnehmer, der – für die DDR startend – bei den Europameisterschaften 1966 in Budapest die Goldmedaille im Diskuswurf gewann (ungültig – 55,90 – ungültig – 57,42 m – ungültig – 54,88).
Am 11. August 1966 warf Detlef Thorith 61,30 m weit und übertraf damit als erster deutscher Diskuswerfer die 60-Meter-Marke. Kurz danach wurde er Europameister 1966. 1967, 1970 und 1972 wurde er DDR-Meister. 1972 stellte er in Berlin mit 64,82 m seinen vierten DDR-Rekord und seine persönliche Bestleistung auf. Zwei Wochen später startete er auch bei den Olympischen Spielen 1972 in München und belegte Platz sechs (61,74 – 62,42 m – 61,06 – ungültig – 59,88 – ungültig).
Detlef Thorith gehörte dem SC Dynamo Berlin an. In seiner aktiven Zeit war er 1,90 m groß und wog 105 kg. Er war Teil der Bauersfeld-Studie, in der den beteiligten Sportlern Oral-Turinabol verabreicht wurde.